# Stazione meteorologica di Latina Centro
La stazione meteorologica di Latina Centro è la stazione meteorologica di riferimento relativa all'area urbana della città di Latina.

## Coordinate geografiche
La stazione meteorologica è situata nell'Italia centrale, nel Lazio, nel comune di Latina, a 12 metri s.l.m. e alle coordinate geografiche 41°28′N 12°54′E.

## Dati climatologici
Secondo i dati medi del trentennio 1961-1990, la temperatura media del mese più freddo, gennaio, è di +8,7 °C, mentre quella dei mesi più caldi, luglio e agosto, si attesta a +24,2 °C.
| Latina Centro      | Mesi | Mesi | Mesi | Mesi | Mesi | Mesi | Mesi | Mesi | Mesi | Mesi | Mesi | Mesi | Stagioni | Stagioni | Stagioni | Stagioni | Anno |
| Latina Centro      | Gen  | Feb  | Mar  | Apr  | Mag  | Giu  | Lug  | Ago  | Set  | Ott  | Nov  | Dic  | Inv      | Pri      | Est      | Aut      | Anno |
| ------------------ | ---- | ---- | ---- | ---- | ---- | ---- | ---- | ---- | ---- | ---- | ---- | ---- | -------- | -------- | -------- | -------- | ---- |
| T. max. media (°C) | 12,6 | 13,2 | 15,6 | 18,5 | 22,5 | 26,6 | 29,5 | 29,4 | 26,5 | 22,3 | 17,2 | 14,1 | 13,3     | 18,9     | 28,5     | 22,0     | 20,7 |
| T. min. media (°C) | 4,8  | 5,2  | 6,8  | 9,3  | 12,6 | 16,6 | 18,9 | 19,0 | 16,8 | 12,8 | 9,3  | 6,4  | 5,5      | 9,6      | 18,2     | 13,0     | 11,5 |